# PhpMyAdmin
A phpMyAdmin egy nyílt forrású eszköz, amit PHP-ban írtak a MySQL menedzselésére az interneten keresztül. Jelenleg képes készíteni és eldobni adatbázisokat, készíteni/eldobni/módosítani táblákat, törölni/módosítani/hozzáadni mezőket, SQL parancsokat futtatni és a mezőkön kulcsokat kezelni.
Képes az egész MySQL szerver kezelésére (szuper-felhasználót igényel) épp úgy, mint egyetlen adatbáziséra. Az utóbbi megvalósításához be kell állítani a MySQL felhasználót, hogy csak a kívánt adatbázist tudja írni/olvasni.

## Története
Tobias Ratschiller, akkoriban IT-tanácsadó, majd a Maguma szoftveres cég alapítója, 1998-ban kezdett el dolgozni egy PHP-alapú webes MySQL-kezelőfelületen, melyhez Peter Kuppelwieser MySQL-Webadmin című munkája adta az ötletet. 2000-ben időhiány miatt abbahagyta a projektet (a phpAdsNew hirdetőszervert is, melynek ugyancsak ő volt az eredeti szerzője).
A phpMyAdmin addigra az egyik legnépszerűbb PHP-alkalmazás és MYSQL-kezelő eszköz lett, nagy felhasználói és közreműködői közösséggel. Sok Linux-disztribúció is tartalmazza. A növekvő számú javítások koordinálása céljából három fejlesztőből, Olivier Müller, Marc Delisle és Loic Chapeaux, álló csoport bejegyezte a The phpMyAdmin Project projektet a SourceForge.net-en, és 2001-ben átvette a fejlesztést.
A 2008. november 28-án megjelent 3.1.0-s verzió új telepítőt kapott, valamint BLOBstreaming és Swekey hardveres hitelesítés támogatással rendelkezik.
2002. decemberben a hónap projektje lett a SourceForge.net-en. Háromszor nyerte el a SourceForge.net Community Choice Awards díjat:
- 2006: A SysAdmin és az Adatbázis kategória nyertese
- 2007: A rendszergazdák legjobb segédeszköze
- 2008: Most Likely to Be the Next $1B Acquisition

## Jelenlegi állapota
A több mint 80 különböző nyelven elérhető szoftvert a phpMyAdmin Project fejleszti, Olivier Müller, Marc Delisle, Alexander M. Turek, Michal Čihař és Garvin Hicking irányítása alatt.

## Hasonló termékek
- a phpPgAdmin hasonló lehetőségeket biztosít a PostgreSQL-hez. Eredetileg a phpMyAdmin egyik ágaként kezdte, de most egy teljesen más kódalap.
- a phpMSAdminnak a Microsoft SQL Server kezelésére szolgál. Bár hasonló tervezési alapelveket mutat, teljesen a semmiből írták és nem tartalmaz kódot a phpMyAdminból.
- az Adminer[3] egy hasonló könnyűsúlyú eszköz MySQL adatbázisok kezelésére, amely tartalmazza a phpMyAdmin összes fontos képességét, de csak egyetlen php fájlból áll.

## Külső hivatkozások
- A phpMyAdmin projekt hivatalos oldala
- SourceForge.net projekt oldal
- Dokumentáció és GYIK (hivatalos wiki)